# Macropidonia ruficollis
Macropidonia ruficollis är en skalbaggsart som beskrevs av Maurice Pic 1902. Macropidonia ruficollis ingår i släktet Macropidonia och familjen långhorningar. Inga underarter finns listade i Catalogue of Life.